# جوزف فاخوري
جوزف شكري فاخوري (1339- 1418 هـ / 1920- 1997 م) كاتب وصَحَفي لبناني، ومترجم ومؤلف وملحِّن وموسيقي، وقائد أوركسترا وعازف، ورائد الإعلان الغنائي ومسرح الدُّمى المتحرِّكة في لبنان.

## سيرته
ولد في الميناء - طرابلس في المحرَّم 1339هـ / سبتمبر 1920م، والده شكري سليمان فاخوري ووالدته صوفيا نحاس. تخرج والده في الكلية البروتستانتية السورية «حاليًّا الجامعة الأميركية في بيروت». وعمل جرَّاحًا في المستشفى الأمريكي في طرابلس تحت إشراف الدكتور الجراح الأميركي هرس وكان واعظا في الكنيسة الإنجيلية، وقد توفى اثر اصابته بطلق ناري اثناء القاء عظة في الكنيسة وكان جوزف بسن 3 سنوات. وقامت والدته واخيه الأكبر بهيج بتربيته مع اخوته انيس، والد الكاتب الروائي الرائد شكري أنيس فاخوري، وفؤاد وشقيقته ليلي. تربى جوزف يتيم الوالد في ظروف اقتصادية صعبة خلال تلك الحقبة مما حرمته من متابعة دراسته في ذلك الزمن وقد اضطر إلى العمل في سن 16 سنة في وكالات بحرية في الميناء إضافة إلى العمل على كتابة مراسلات تجارية لاستيراد بضائع من الخارج والعمل في إدارة فنادق في منطقة بشري والأرز لمساعدة عائلته على تخطي المتطلبات الحياتية. وكان في منزله اورغن تقوم والدته بعزف التراتيل الكنسية عليه لحث اولادها على متابعة رسالة والدهم اللاهوتية. وكان هذا الارغن المدرسة التي تعلم فيها جوزف العزف والموسيقى بدون معلم، وهذا ما دفعه في مراحل أخرى من حياته بكتابة ونشر كتبه تعلم الاورغ وتعلم الغيتار وتعلم العود ووزع الحانك بنفسك وذلك لقناعته بان لا شيء مستحيل امام الإنسان في هذه الدنيا. واصبح بارعا بالعزف والموسيقى مما مكنه في عمر 21 سنة من ان يصبح صاحب اوركسترا خاصة تعزف في منتجعات في طرابلس وضواحيها إضافة إلى عمله ككاتب مراسلات تجارية. وفي عام 1946 وكان عمره 26 سنة انتقل للعيش في بيروت حيث قام بالعزف على البيانو والاكورديون في فرق اوركسترالية في ملاهي وفنادق ومنتجعات بيروت. وتزوج في نفس العام من كارولين شاكر صقر من زحلة والتي أصبحت له السند في متابعة دراسته حيث تمكن من الحصول على شهادة الفلسفة في عام 1953 والحصول على شهادة قيادة الاوركسترا والتوزيع الموسيقي من اميركا في عام 1954 إضافة إلى بناء مسيرته الفنية والادبية وتحقيق كافة احلامه في الموسيقى والصحافة والإذاعة والتلفزيون. 
كان لجوزف شغف آخر في الحياة بأن يرزق بالعديد من الأبناء والبنات. وقد قام بكتابة وتلحين أغنية خاصة للأطفال بعد ولادة ابنه البِكر عدَّد فيها جميع أسماء أولاده قبل ولادتهم، ومطلع الأغنية تقول «نم يا حبيبي... نم يا كفاح». فابنه البكر الدكتور كفاح فاخوري، المؤلف الموسيقي والأستاذ الجامعي للموسيقى في جامعتي الكسليك والأنطونية والأمين العام للمجمع العربي للموسيقى، وابنته الممثلة اللبنانية القديرة جناح فاخوري، وابنه فلاح فاخوري رجل أعمال مقيم في فرنسا، وابنه صلاح فاخوري  مستشار في القِطاع الصحي مقيم في أمريكا. وحث جوزف أبناءه وبنته من صغرهم على أهمية الموسيقى والفنون والأدب، ومع بدايات تلفزيون لبنان في عام 1959 قرر ان يقوم بإنشاء أول مسرح للدمى المتحركة في لبنان، وقام بمراسلة شركة في تشيكسلوفاكيا (التشيك حاليا) متخصصة في صناعة الدمى المتحركة لتصنيع الدمى الخاصة بمسرحه. ولضمان ان تكون هذه الدمى شبيهة للمجتمع اللبناني قام بارسال صور افراد عائلته لتصنيع الدمى بذات شكل الوجوه وتعابيرها. وقد وصلت الدمى وعددها أكثر من 50 دمية إلى لبنان خلال بضعة أشهر. وبدأ العمل مع افراد عائلته على اعداد البرنامج الاسبوعي للدمى المتحركة والذي عرف في عام 1960 باسم «ام توفيق». وكان يعرض البرنامج مباشرة على الهواء ويقوم كافة افراد العائلة بتحريك الدمى بينما يقوم كبار الممثلين والممثلات في تلك الحقبة ومنهم ايلي صنيفر إيلي صنيفر «توفيق» وملفينا امين  «ام توفيق» وغيرهم العديد باداء ادوار الدمى. ولا تزال هذه الدمى والتي عمرها 60 عاما بحوزة افراد العائلة وتعتبر حاليا من التراث.

## المحرر والصحفي
1. مدير تحرير مجلة أهل النفط التابعة لشركة نفط العراق (1950-1960)
2. المدير المسؤول في جريدة بيروت المساء (1950-1960)
3. محرر في جريدة النهار
4. محرر في جريدة الانوار
5. محرر في مجلة الصياد
6. محرر في مجلة الشبكة
7. محرر في مجلة الدبور
8. مترجم ومحرر في وكالة رويترز العالمية للانباء (1965-1970)
9. محرر في جريدة القبس الكويتية (1975-1976)
10. محرر وكاتب قصصي في مجلة قب الياس الاغترابية (1994-1996)
11. المدير المسؤول لمجلة الحداثة (1994 - 1997)[2]

## الموسيقي
1. صاحب اوركسترا خاصة تعزف في منتجعات في طرابلس وضواحيها (1940-1947)
2. عازف بيانو واوكورديون في فرق اوركسترالية في بيروت ومنتجعاتها (1947-1950)
3. أعمال موسيقية للإذاعة اللبنانية ولبقية الاذاعات العاملة في لبنان (1950-1997)
4. غنى من الحانة كل من: نور الهدى ونصري شمس الدين ومحمد زين وايلي شويري وجورجيت صايغ وملحم بركات وسعاد هاشم ونهى هاشم وكروان  وليلى اسطفان وسامي كلارك وغيرهم كثيرون
5. تأليف الموسيقى التصويرية لاربعة افلام للجيش اللبناني من إخراج حكمة سابا وجورج نصر

## الإذاعي
1. برامج الصغار في الإذاعة اللبنانية عمل على كتباتها وتقديمها مع ممثلين مميزين في الإذاعة اللبنانية وسواها من اذاعات الخليج وله في هذ الميدان أكثر من 1400 حلقة اذاعية
2. كنالة تمثيليات اذاعية للكبار تربو على 400 حلقة

## رائد الدمى المتحركة في لبنان
1. كتابة وتلحين وتقديم اسكتشات للدمى المتحركة على شاشة تلفزيون لبنان مع افراد عائلته إضافة إلى ممثلين مرموقين مثل ايلي صنيفر وملفينا امين وجورجيت صايغ وغيرهم (1960-1974)- بث مباشر
2. كتابة واعداد وانتاج برامج تلفزيونية وسينمائية للدمى المتحركة لقناة 11 وبلغ عدد الحلقات 52 وللسينما 26 حلقة. ولكل برنامج من هذه البرامج اعد لها 3 اغنيات خاصة للاطفال. (1965-1967)
3. كتابة واعداد وانتاج 13 حلقة للدمى المتحركة للمركز التربوي للبحوث والإنماء (1972)
4. مؤسس «مسرح فاخوري للدمى المتحركة» والذي قدم أكثر من 1500 عرض مسرحي في النوادي والجمعيات والاحتفالات الرسمية والخاصة في انحاء المناطق اللبنانية (1960-1997)
5. مؤلف كتاب الدمى المتحركة واستاذ مادة الدمى المتحركة في المركز التربوي للبحوث والإنماء - دار المعلمين والمعلمات (1977-1982)

## التلفزيوني
1. عضو لجنة التحكيم في البرنامج التلفزيوني «الفن هوايتي» من اعداد رشاد البيبي - بث مباشر
2. التمثيل في البرنامج التلفزيوني «حكمة المحكمة» - بث مباشر
3. كتابة وتلحين وتوزيع وتأليف برامج غنائية مدتها ساعة ونصف يقدم شهريا على شاشة تلفزيون لبنان وعلى الهواء مباشرة من إخراج غاري غربتيان (1967-1968)
4. ترجمة أكثر من 800 حلقة تلفزيونية وسينمائية للاتحاد الفني وعرضت في كافة التلفزيونات العربية (1962-1974)

## رائد الإعلان الغنائي في لبنان والدول العربية
1. تلحين أكثر من 1500 اعلان غنائي للتلفزيون في لبنان وكافة الدول العربية (1960-1980)

## الإعلاني
1. مؤلف ومترجم لكافة وكالات الإعلان في لبنان ومنها مؤسسة اكلير قازان ومؤسسة فرعون ومؤسسة بيهم وغيرهم العديد (1960-1974)

## النقابي
1. عضو وأمين سر جمعية الملحنين وناشري الموسيقى في لبنان (1950-1997)
2. عضو وامين سر نقابة الموسيقيين المحترفيين في لبنان (1950-1997)[3]
3. عضو نقابة المحررين في لبنان (1961-1997)
4. عضو نقابة الفنانين المحترفين في لبنان (1995-1997)

## الجوائز والمسابقات
1. فاز بالجائزة الأولى للقصة القصيرة «صرة السلامة» - جريدة النهار (1962)
2. فاز بالجائزة الأولى للقصة القصيرة «السرير المعزول» - جمعية اتحاد حماية الاحداث (1963)
3. فاز بالجائزة الأولى لافضل اسكتش اذاعي «اصوات النعيم» - الإذاعة البريطانية (1971)
4. فاز بالجائزة الأولى لافضل اسكتش تمثيلي «الجرثومة» - المجلس الوطني للإنماء السياحي (1974)
5. فاز بالجائزة الثانية لاجمل اغاني الأطفال «انا رياضي» - المجمع العربي للموسيقى (جامعة الدول العربية) والتي نظمت في تونس (1975)
6. التنويه عن رواية بوليسية «النمر والصهريج» - جريدة النهار (1972)

## الكتب والمنشورات
تأليف وكتابة وترجمة مما يزيد على 250 كتابا اهمها المؤلفات التالية:
1. شتاء في الربيع - مجموعة قصصية (1964 - اعيدت طباعتها)
2. سلسلة اضحك - 47 كتابا (1970-1980 - اعيدت طباعتها)
3. الدمى المتحركة - دراسة ونماذج (1976)[7]
4. المسرح والدمى المتحركة (1977)
5. تعلم العود بنفسك (1979 - اعيدت طباعتها)
6. وزع الحانك بنفسك - مبادئ التوافق والتأليف والتوزيع الموسيقي (1980 - اعيدت طباعتها)
7. الخرافات والاساطير العالمية (1980)
8. دليل العاب الساحة (1981)
9. دليل الاشغال اليدوية (1981)
10. تعلم الاورغ بنفسك (1981)
11. تعلم الغيتار بنفسك (1982)
12. سلسلة البطولة - كارتيه ومصارعة حرة وكمال الاجسام وغيرها - 10 كتب (1982)
13. اغنيات من التراث (1982)
14. أغنيات من التراث مع مختارات من الأغاني الحديثة(2003)
15. اغاني الأطفال - كتابان جزء أول وثان (1984)
16. أشهر الاغاني العربية (1985)
17. تعلم الائتلافات الموسيقية على مختارات من أجمل الأغاني الغربية (1986)
18. خداع النظر (1990)
19. روائع القصص للصغار - 125 كتابا (1990-1991)
20. قاموس الأحلام (1992)

## المسرحيات
تأليف وعرض العديد من المسرحيات للكبار والصغار والاحداث واهمها:
1. مسرحية الشرير الابيض
2. مسرحية بطاقة سفر
3. مسرحية عين الصفصاف - مجموعة اسكتشات من القرية اللبنانية - عرضت على مسرح المركز الثقافي في الشارقة - الإمارات العربية المتحدة احتفالا بالذكرى الخمسين لاستقلال لبنان (1993)
4. مسرحية بابا غنوج
5. مسرحية الحظ النائم
6. مسرحية ام الجدايل
7. مسرحية المغزال
8. مسرحية حشور افندي
9. مسرحية الصورة
10. مسرحية ضمة ازهار
11. مسرحية أبو الريش
12. مسرحية كيمو الطيب - قام بكتبتها لتوعية الأطفال بضرورة تلقي العلاج الكيماوي للقضاء على مرض السرطان وقد اعدها بعدما تم تشخيصه بمرض سرطان البنكرياس وتوفي بعد اسبوع من انهاء كتابتهاوتلحين اغنيتها (1997) - تم عرض المسرحية في المركز الوطني للثقافة والفنون التابع لمؤسسة الملك الحسين - المملكة الأردنية الهاشمية (1998) بامر من جلالة الملك حسين بن طلال وذلك لتوعية المجتمع باهمية العلاج للقضاء على مرض السرطان والذي اصيب به جلالته وتوفي منه (1999)

## الأغاني
تلحين واعداد وتأليف وتوزيع أكثر من 2000 أغنية وعمل فني ومنها:
1. أراك إلهي أراك

## الشهادات والامتيازات
- حائز على شهادة التوزيع الموسيقي - أميركا (1954)
- حائز على شهادة قيادة الأوركسترا - أميركا (1954)

## وفاته
توفي جوزف فاخوري في رجب 1418هـ/ نوفمبر 1997م.